# ركراكة الشرفة (آيت ولال بطيط الجنوبية)
ركراكة الشرفة هو دُوَّار يقع بجماعة بطيط، إقليم الحاجب، جهة فاس مكناس في المملكة المغربية. ينتمي الدوّار لمشيخة آيت ولال بطيط الجنوبية التي تضم 3 دواوير. يقدر عدد سكانه بـ 394 نسمة حسب الإحصاء الرسمي للسكان والسكنى لسنة 2004.

## روابط خارجية
- البوابة الوطنية للجماعات الترابية نسخة محفوظة 12 مارس 2018 على موقع واي باك مشين.
- المندوبية السامية للتخطيط